# Distretto governativo di Tubinga
Il distretto governativo di Tubinga (in tedesco: Regierungsbezirk Tübingen) è uno dei quattro distretti governativi del Land Baden-Württemberg in Germania.

## Suddivisione
- 3 Regioni (Regionen)
- 8 circondari e 1 circondario urbano
- 255 comuni o città, tra le quali un circondario urbano e 15 grandi città circondariali

Regione Neckar-Alb
Circondario di Reutlingen
Circondario di Tubinga
Circondario dello Zollernalb
Regione Lago di Costanza-Alta Svevia
Circondario di Ravensburg
Circondario di Sigmaringen
Circondario del Lago di Costanza
Regione Danubio-Iller
Circondario urbano di Ulma
Circondario dell'Alb-Danubio
Circondario di Biberach